# اندرو ریپاسکی مک‌الینی
اَندرو ریپاسکی مک‌اِلینی (انگلیسی: Andrew Repasky McElhinney؛ زادهٔ ۱ ژانویهٔ ۱۹۷۹) تهیه‌کننده فیلم و کارگردان فیلم اهل ایالات متحده آمریکا است. آثار سینمایی او در مجموعه دائمی موزه هنر مدرن (MoMA) است. او دانش‌آموختهٔ «مدرسه نوین پژوهش‌های اجتماعی» در نیویورک و «مرکز تحصیلات تکمیلی اروپا» در سوئیس است.
از فیلم‌هایی که وی در آن‌ها نقش داشته است، می‌توان به داستان چشم ژرژ باتای اشاره نمود.